# Jiří Vít (fotbalista)
Jiří Vít (* 21. prosince 1949 Ivanovice na Hané) je bývalý český fotbalový brankář. Po skončení aktivní kariéry působil jako trenér brankářů, asistent trenéra, masér, kustod a asistent trenéra juniorky. Jako masér působil i u české reprezentace.

## Fotbalová kariéra
V československé lize hrál za Sigmu Olomouc. Nastoupil v 16 ligových utkáních.

## Ligová bilance
| Ročník                                   | Zápasy | Góly | Klub          |
| ---------------------------------------- | ------ | ---- | ------------- |
| 1. československá fotbalová liga 1982/83 | 16     | 0    | Sigma Olomouc |
| CELKEM                                   | 16     | 0    |               |